# Liriomyza virgo
Liriomyza virgo är en tvåvingeart som först beskrevs av Zetterstedt 1838.  Liriomyza virgo ingår i släktet Liriomyza och familjen minerarflugor.
Artens utbredningsområde är Sverige. Arten är reproducerande i Sverige. Inga underarter finns listade i Catalogue of Life.